# J20 Regional
J20 Regional, är Sveriges näst högsta division i ishockey för herrjuniorer. 32 lag är indelade i fyra grupper (Norra, Södra, Västra och Östra). Serien hette tidigare J20 Elit, men bytte år 2020 till sitt nuvarande namn. 

## Format

### Spelformat
Totalt deltar 32 lag i J20 Regional. Lagen är indelade i fyra grupper runt om i Sverige beroende på vart laget är baserat geografiskt. Dessa grupper är Norra, Södra, Västra och Östra. Alla grupper har olika många lag. Likväl skall alla lag möta varandra två gånger  under grundserien, en gång på hemmaplan och en gång på bortaplan. En klubb får tre poäng för en vinst, två poäng för vinst på övertid och en poäng för förlust på övertid. Inga poäng delas ut vid en förlust.

### Kval till J20 Nationell
I förkval till Kvalserien deltar segrande lag från J20 Regional Öst, Väst, Syd och Norr. Hemma/borta i förkvalet fastställs utifrån ranking. Bäst rankade lag spelar borta-hemma-hemma (b-h-h). Segrande lag är kvalificerade för spel i Kvalserien till J20 Nationell.
I Kvalserien deltar segrande lag från förkval till kvalserien till J20 Nationell samt lag 9, 10 och 11 från J20 Nationell Fortsättningsserien. Serien spelas i 10 omgångar, 8 matcher per lag. Lag 1 är kvalificerad för spel i J20 Nationell nästkommande säsong.

## Lag

### Norra
| Lag                 | Stad       | Arena                  |
| ------------------- | ---------- | ---------------------- |
| Kalix HC            | Kalix      | Part Arena             |
| Bodens HF           | Boden      | Björknäshallen         |
| IF Björklöven       | Umeå       | Winpos Arena           |
| IF Sundsvall Hockey | Sundsvall  | Gärdehov               |
| Kiruna AIF          | Kiruna     | Lombiahallen           |
| Kiruna IF           | Kiruna     | Lombiahallen           |
| Piteå HC            | Piteå      | LF Arena               |
| SK Lejon            | Skellefteå | Skellefteå Kraft Arena |
| Vännäs HC           | Vännäs     | Vännäs Ishall          |
| Östersunds IK       | Östersund  | Östersund Arena        |

### Södra
| Lag               | Stad       | Arena                |
| ----------------- | ---------- | -------------------- |
| Borås HC          | Borås      | Borås ishall         |
| Halmstad Hammers  | Halmstad   | Halmstad Arena       |
| Olofström IK      | Olofström  | HBM Arena            |
| HC Vita Hästen    | Norrköping | Himmelstalundshallen |
| IF Mölndal Hockey | Mölndal    | Åby Isstadion        |
| Troja-Ljungby     | Ljungby    | Ljungby Arena        |
| Kungälvs IK       | Kungälv    | Oasen                |
| Bäcken HC         | Göteborg   | Marconihallen        |
| Tingsryds AIF     | Tingsryd   | Nelson Garden Arena  |
| Västerviks IK     | Västervik  | Plivit Arena         |

### Östra
| Lag              | Stad        | Arena           |
| ---------------- | ----------- | --------------- |
| Almtuna IS       | Uppsala     | Gränby ishall   |
| Enköpings SK     | Enköping    | Bahcohallen     |
| Flemingsbergs IK | Huddinge    | Visättra Ishall |
| Huddinge IK      | Huddinge    | Björkängshallen |
| Nyköpings SK     | Nyköping    | Rosvalla        |
| Nacka HK         | Nacka       | Nacka Ishall    |
| Nynäshamns IF    | Nynäshamn   | Folkets Hall    |
| Värmdö HC        | Gustavsberg | Ekhallen        |

### Västra
| Lag            | Stad       | Arena             |
| -------------- | ---------- | ----------------- |
| BIK Karlskoga  | Karlskoga  | Nobelhallen       |
| Borlänge HF    | Borlänge   | Borlänge Ishall   |
| Falu IF        | Falun      | Lugnets isstadion |
| Grums IK       | Grums      | Billerudshallen   |
| Hudiksvalls HC | Hudiksvall | Glysisvallen      |
| IFK Hallsberg  | Hallsberg  | Sydnärkeshallen   |
| Valbo HC       | Valbo      | NickBack Arena    |
| Viking HC      | Hagfors    | Valhall           |